# Олійний живопис

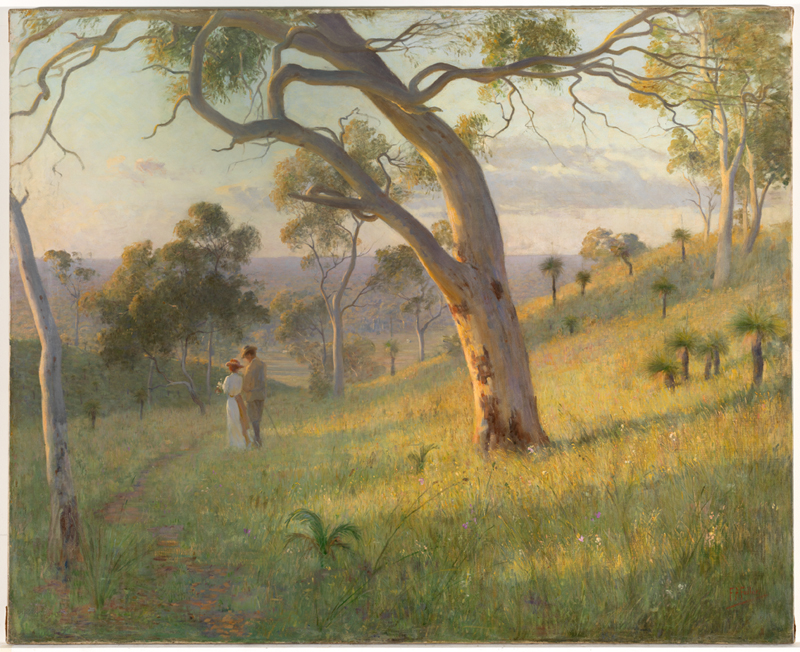
Флоренс Фуллер, «Золота година», олійні фарби, полотно, 1908 р.

Олійний живопис — різновид художньої техніки з використанням фарб, де сполучною речовиною є олія, здатна добре сохнути і утворювати тривалі плівки на поверхні.
Олійну фарбу використовують в усіх жанрах живопису, включаючи портрет, пейзаж і натюрморт, як у репрезентативному, так і абстрактному мистецтві.

## Олійні фарби

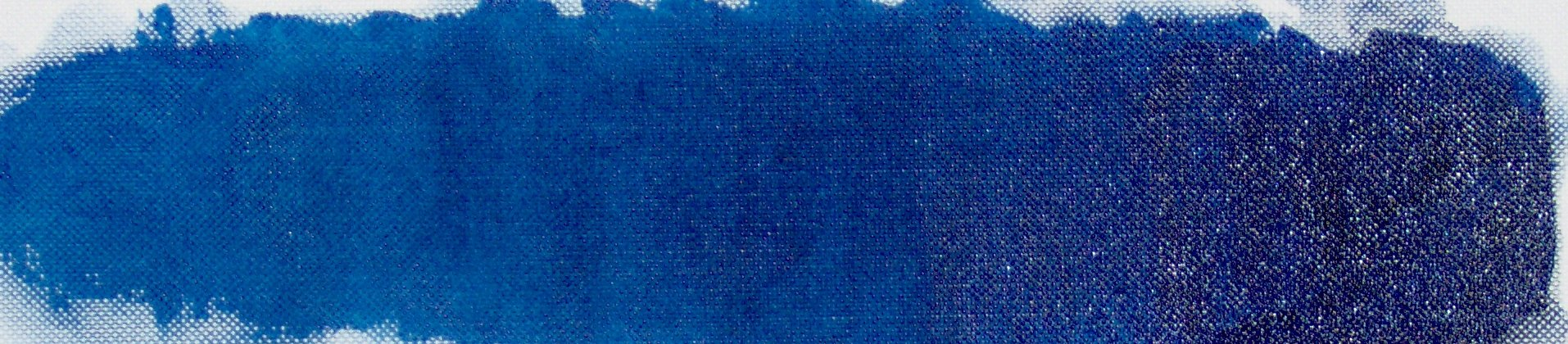
Прусська синя фарба, розведена скипидаром, на полотні

Історично олійні фарби — це сухі розтерті на порошок пігменти з додачею рослинної олії, здатної добре сохнути і утворювати на поверхні тонку плівку внаслідок полімеризації під дією кисню. Переважно це лляна, сафлорова, макова або горіхова олії. Соняшникова олія погано підходить через низький вміст ненасичених жирних кислот, тому погано полімеризується. Оливкова, рицинова та ріпакова не полімеризуються зовсім.
Фарба розбавляється розчинником перед малюванням, або він додається в фарбу при її виробництві. Часто розчинником слугує скипидар, також це може бути пінен, уайт-спірит. Різноманітні добавки можуть сприяти швидшому висиханню (сикативи), покращувати колірні характеристики чи збільшувати об'єм фарби.
Олійні фарби мають такі характеристики як стійкість (здатність не змінювати колір з часом), покривність (прозорість), олієємність (кількість олії, необхідної для одержання фарбової маси зі 100 г пігменту).
Переваги олійних фарб полягають у пластичності та глибині кольору. Їх можна наносити як дуже тонкими, так і товстими шарами на різні поверхні та з використанням різних інструментів. Оскільки олійна фарба повільно висихає, малюнок тривалий час можна виправляти, надавати широкого діапазону тональних переходів і відтінків змішуванням фарб. Після висихання олійні фарби майже не змінюють своїх колірних властивостей. Водночас це збільшує час до завершення малюнка. При нерівномірному висиханні (наприклад, через вологу поверхню чи різницю в складі) фарба, накладена в декілька шарів, може розтріскуватися, а через домішки розшаровуватися. Так, небажано змішувати залізовмісні фарби (вохри, сієни, марси, умбри) і ті, що містять солі металів (кобальти, кадмії).
Фарби зазвичай фасуються в металеві тюбики, в яких довго зберігаються рідкими. Можуть вироблятися у вигляді брусків з воском у складі, які використовують подібно до олівців.

## Техніка виконання

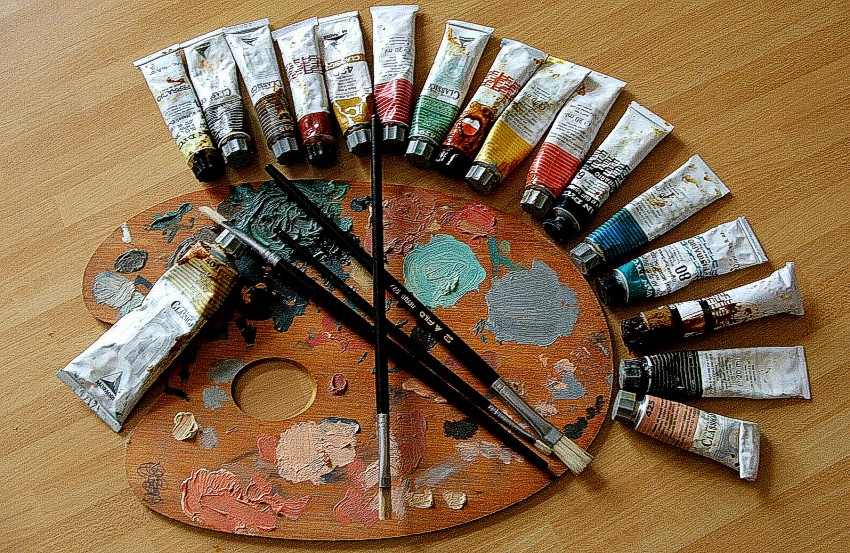
Тюбики з олійною фарбою, пензлі та палітра

Завдяки фізико-хімічним властивостям олійну фарбу можна наносити на різноманітні поверхні та різними інструментами. Зазвичай малюнок виконується на полотні, дерев'яній дошці, папері, рідше на металі, гумі та інших матеріалах. Для цього використовують пензель з натуральних або синтетичних волокон, мастихін, тканину, шпатель, муштубель.
Виділяються технологічні шари малюнка (основа, проклейка, ґрунт, лак) та живописні шари. Класично живописних шарів три. Їх вкриває особливий технологічний шар, який називається імприматурою та складається з олійної фарби чи темпери. Імприматура завершує зображення і в той же час знімає напругу з наступних шарів лаку та зменшує їхню рухливість.
Поверхню перед виконанням малюнка часто покривають ґрунтом: емульсійним, олійним, клейовим, комбінованим, синтетичним. Вибір ґрунту залежить від матеріалу основи. Ґрунтування покращує зчеплення шарів фарби з основою, сприяє поглинанню надлишків сполучної речовини з фарби, запобігає впливу температури й вологи. Крім того поверхня може потребувати обробки клеєм, консервантами, пом'якшувачами з подальшим просушуванням і шліфуванням.
Традиційно спершу виконують підготовчий малюнок вугіллям або крейдою, після чого використовують олійні фарби. При цьому кожен вищий шар повинен бути більше розбавлений розчинником, щоб полегшити висихання та запобігти відшаруванню фарби. Олійну фарбу можна накладати фактурно.
Малюнок зазвичай вважається повністю готовим, коли в усіх його шарах завершилася полімеризація олії. Цей процес може тривати рік і довше. Потім на малюнок наноситься смоляний або восковий лак за допомогою м'якого пензля чи пульверизатора. Лак захищає готове зображення від шкідливого впливу повітря, вологи та пилу.

## Історія

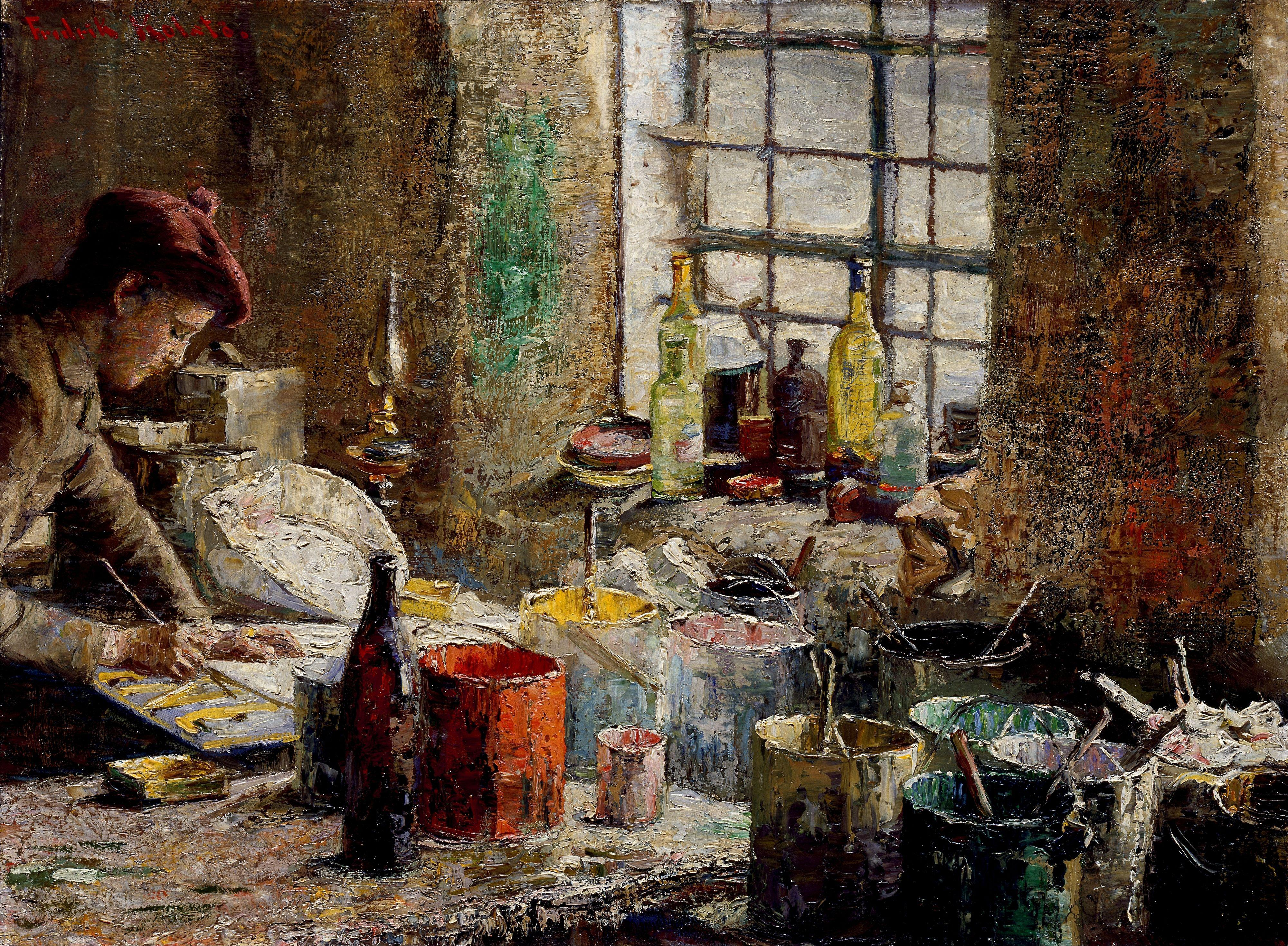
Фредрік Кольсте, «Майстерня художника», олійна картина на полотні, 1885 р.

Найдавнішими відомими олійними малюнками є буддійські мурали, створені близько 650 року в Баміані, Афганістан. Вони зображають будд і виконані з використанням оліфи волоського горіха та маку.
Значне поширення в Західній Європі олійний живопис отримав на початку XV століття завдяки таланту і мистецтву нідерландського художника Яна ван Ейка та його брата Губерта. Тривалий час саме їм надавали статус винахідників олійного живопису, проте олійні фарби неодноразово винаходилися раніше. Так, у трактаті XII століття ченця Теофіла (можливо, Роджера з Гельмарсхаузена) згадується «розмелювання фарб з олією».
Практика станкового живопису олійними фарбами розвинулася з методів темперного живопису по дереву XV століття. Темпера виготовлялася на основі яєчних жовтків і швидко висихала, що обмежувало художників у можливостях змішувати та накладати фарби. Потреба в більшій кількості картин зумовила пошуки альтернатив темпері. Нею стали олійні фарби, чому сприяло вдосконалення методів очищення олій. До кінця XV століття темпера майже зникла з живопису і її використовували майже виключно у фресках, як правило, в Італії, де був сприятливий теплий сухий клімат. Разом з тим багато італійських художників, як Рафаель і Леонардо Да Вінчі використовували поєднання олії та темпери.
Серед художників Північного Відродження піонерами олійного живопису були Робер Кампен, Ян ван Ейк, Рогір ван дер Вейден і Дірк Баутс. Більшість їхніх картин належали до жанру християнського мистецтва у вигляді вівтарних образів. В Італії художники раннього Відродження включали Джентіле да Фабріано, Філіппо Ліппі, П'єро делла Франческа, Джованні Белліні, Антонелло да Мессіна і Андреа Мантенья. У XVI столітті олійні картини стали частіше виконуватися на полотні замість дерев'яних дошок. Серед видатних представників олійного живопису того часу Веронезе, Тіціан, Тінторетто, Джуліо Романо, Якопо Понтормо, Антоніо Корреджо, Джузеппе Арчімбольдо, Ель Греко.
Олійний живопис XVIII століття включає декілька шкіл. Драматичний стиль бароко, часто на історичні та міфологічні мотиви, представляють Пітер Пауль Рубенс, Дієго Веласкес. Спокійніша голландська барокова школа станкового живопису, знана як голландський реалізм, відома з портретів Рембрандта; натюрмортів Яна Давідса де Хема та реалістичних сцен Яна Вермеєра. Третій стиль, класицизм, зосереджувався в Римі, представлений алегоричними творами Ніколя Пуссена, пейзажами Клода Лоррена. Унікальний натуралістичний стиль, започаткований Караваджо схвалювався католицькою владою Контрреформації та вплинув на Неаполітанську школу живопису.
Тривалий час художники самі виробляли фарби щоразу, коли бралися за малювання, оскільки не було надійного способу зберігати їх рідкими. Знання властивостей пігментів і виготовлення з них олійних фарб було невіддільною частиною підготовки кожного художника. Деякі пігменти та олії були дуже дорогими, такі як ультрамарин. Більшість художників епохи Відродження та бароко працювали кілька років учнями в досвідченого художника, вивчаючи навички малювання, живопису та виготовлення й змішування фарб.
Основними школами олійного живопису у XVIII столітті було рококо, представлене Жаном-Антуаном Ватто, Джамбаттістою Тьєполо, Франсуа Буше та Жаном-Оноре Фраґонаром; і неокласичне мистецтво, представниками якого були такі митці, як Жак-Луї Давид. Пейзажний живопис вперше став серйозним жанром і представлений олійним живописом XVIII століття Каналетто. Відомими портретистами того часу були Джошуа Рейнольдс і Томас Гейнсборо.
Упродовж XIX століття відбувалося вдосконалення якості, асортименту й технології виробництва олійних фарб. Революційним стало винайдення Джоном Рендом жерстяних тюбиків для фарби, що дозволило зберігати фарби рідкими та легко переносити їх. З'явилися напрямки живопису на відкритому повітрі, як-от Школа річки Гудзон, люмінізм та імпресіонізм. Імпресіоністи та інші художники змогли використовувати розмашистіші мазки завдяки кращій якості олії. Посилення ролі кольору в рухах, таких як фовізм і експресіонізм у роботах відомих окремих колористів, як Ван Гог, Поль Ґоґен та Анрі Матісс стало можливим завдяки розробці нових пігментів і синтетичних барвників. Синій кобальт був відкритий Луї Жаком Тенаром у 1802 році; новий клас блискучих кадмієвих пігментів став доступним з 1817 року; ультрамарин був синтезований Жаном Батистом Гіме та Крістіаном Готлобом Гмеліном на початку 1830-х років; популярні цинкові білила з'явилася в 1830-х роках; потужний холодний зелений колір віридіан з'явився в 1840 році, замінивши отруйний смарагдовий зелений; насичено-жовтий відтінок ауреолін був синтезований у 1848 році Ніколасом Вольфгангом Фішером; мовеїн, перший аніліновий барвник, був створений у 1856 році Вільямом Генрі Перкіним; зеленувато-блакитний керулеан був випущений у 1860 році Джорджем Роуні.
У XX та XXI століттях художники намагалися експериментувати з жанрами та техніками. Такі художники, як Пабло Пікассо, Джексон Поллок і Френсіс Бекон, виконували олійними фарбами роботи, які часто були абстрактними та новаторськими. Сучасні олійні картини віддаляються від традиційних стилів і часто характеризуються експериментальністю та абстрактністю, часто з соціальними та політичними коментарями.

## Галерея

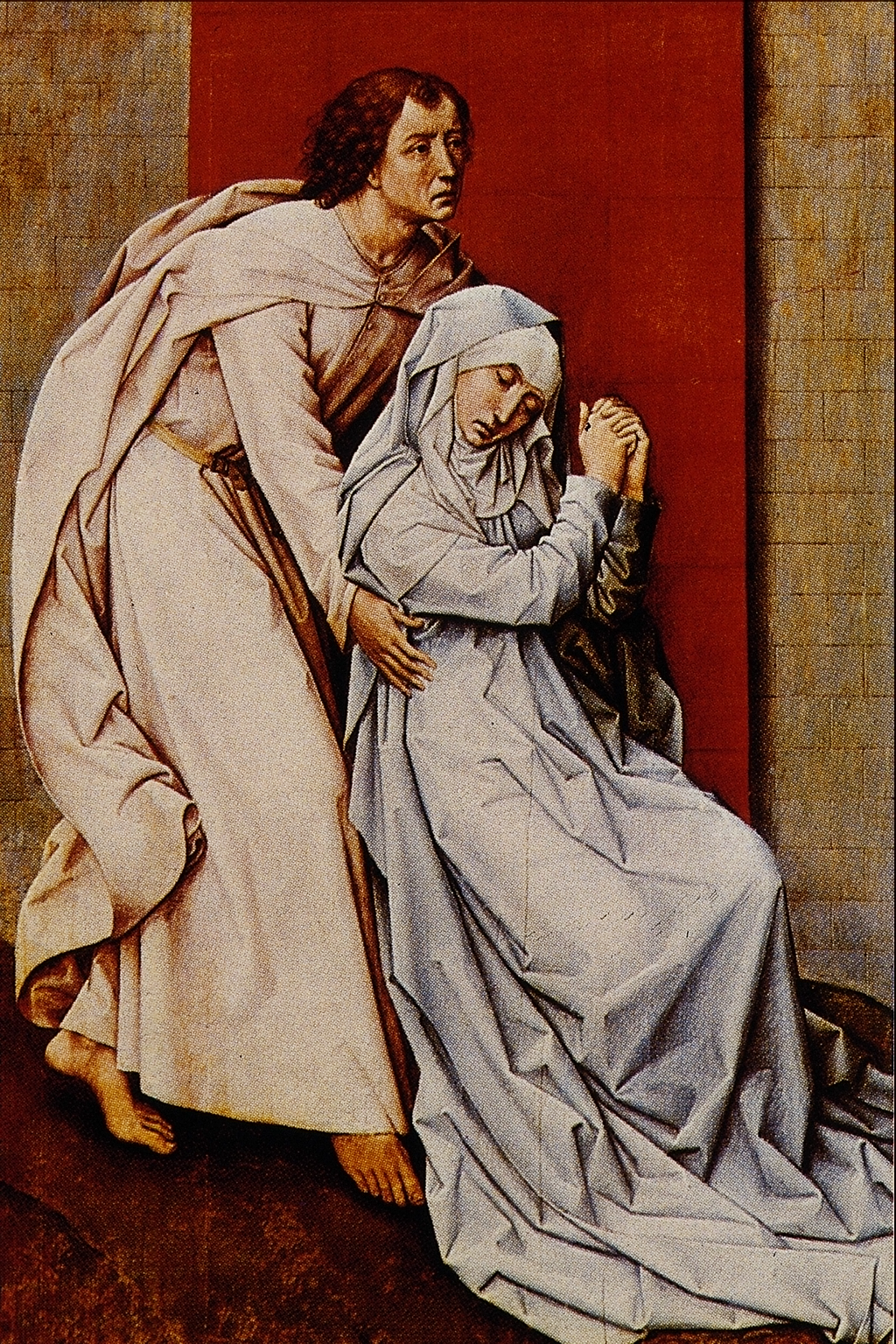
Рогір ван дер Вейден, Св. Іван та Богородиця перед розп'яттям, врятована ліва частина втраченого релігійного образу, 1460-ті роки
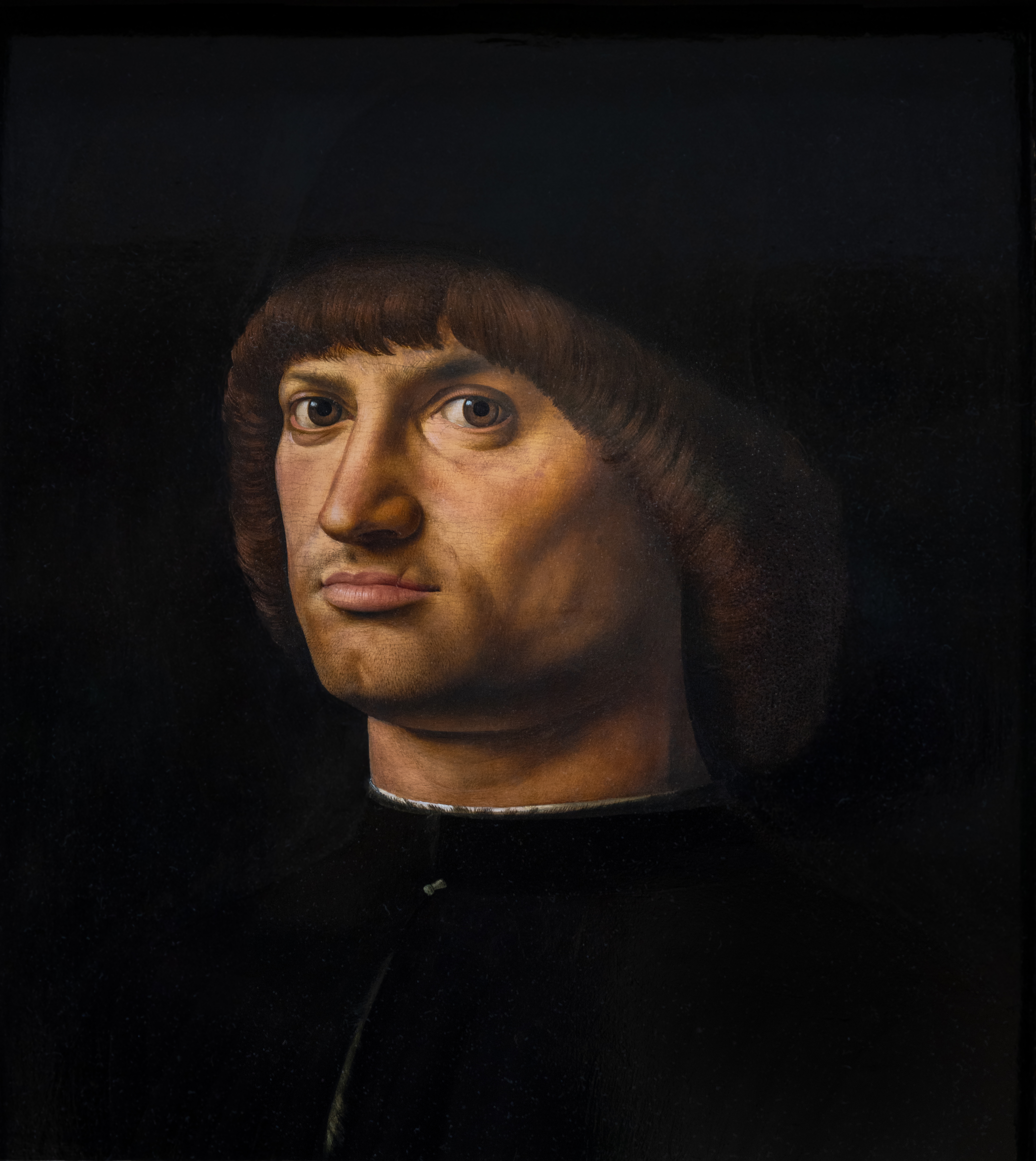
Антонелло да Мессіна. «Кондотьєр (Антонелло да Мессіна)», 1475 р.
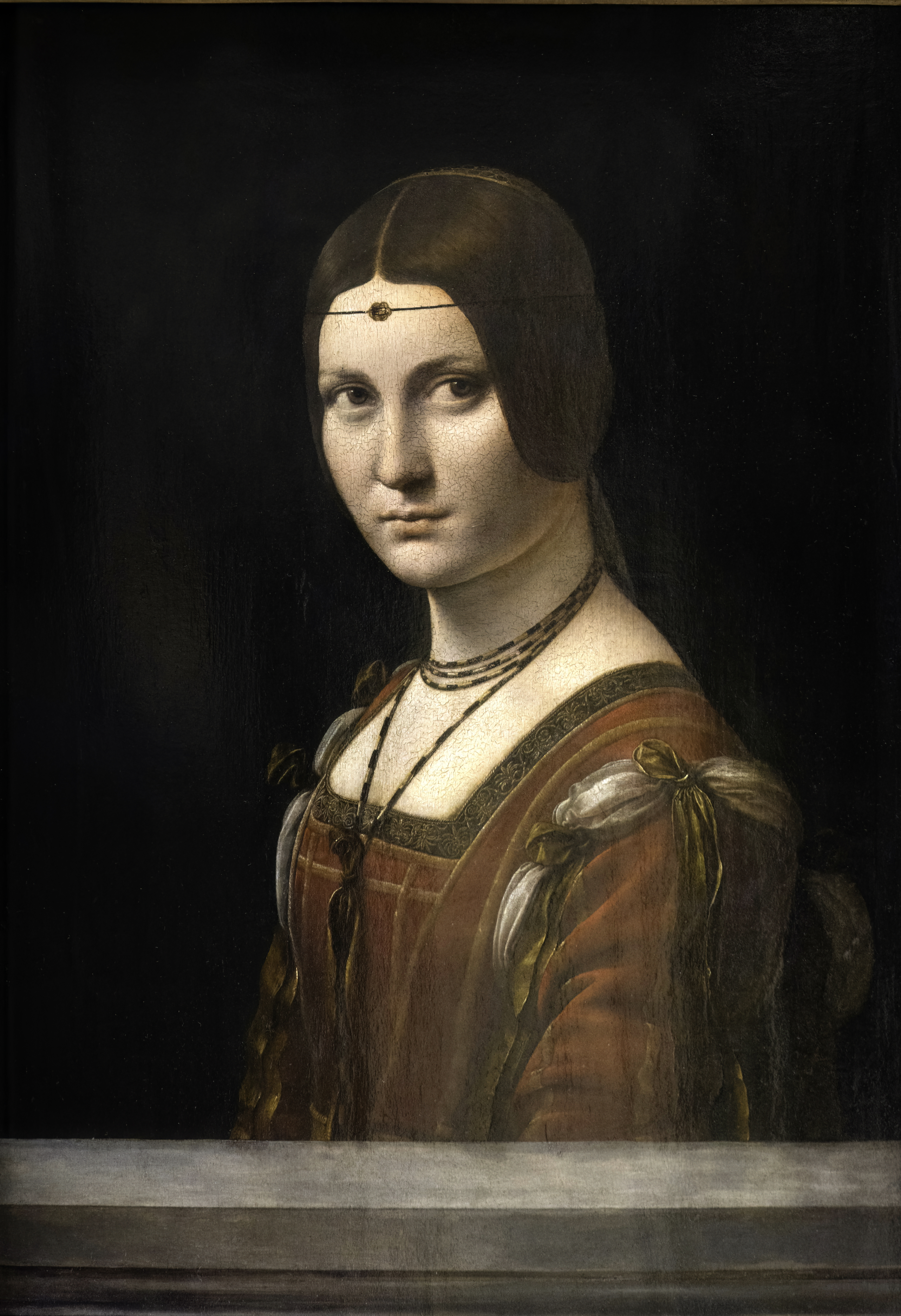
Леонардо да Вінчі, «Прекрасна Ферроньєра», близько 1495 р.
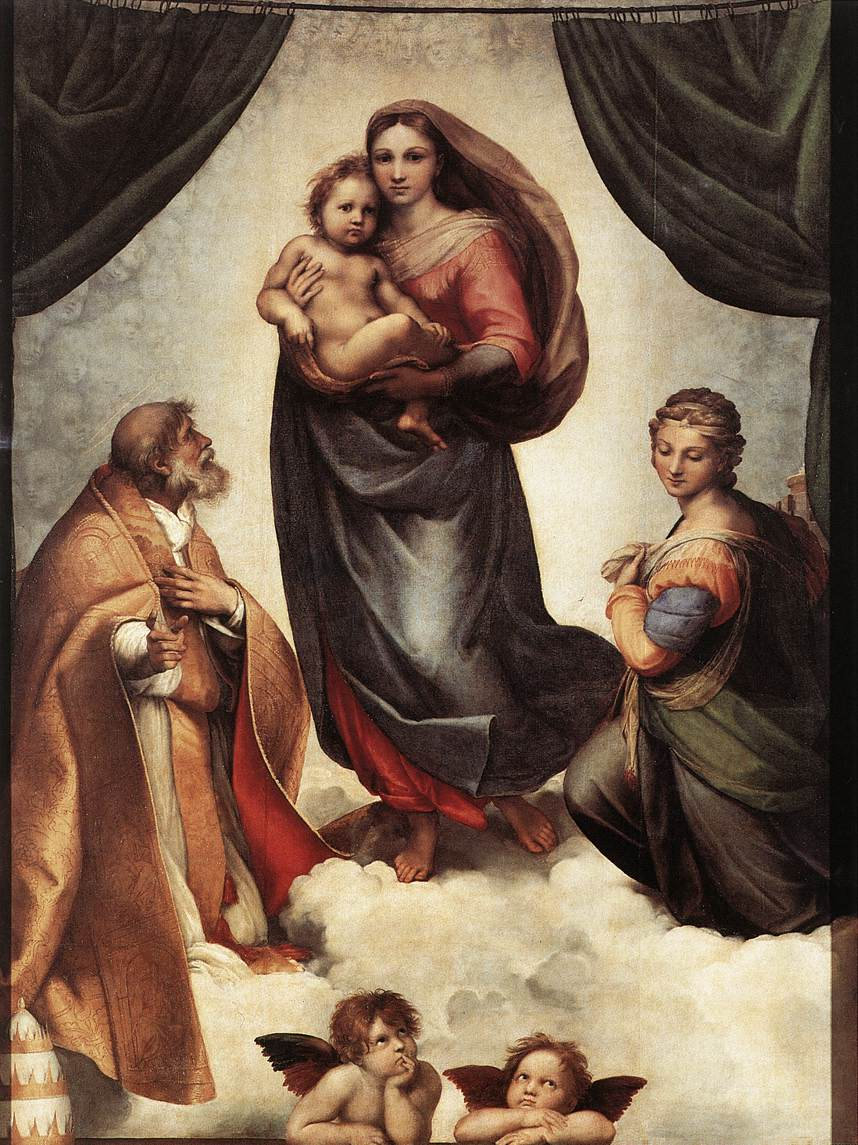
Рафаель, «Сікстинська мадонна», 1512—1513 рр.
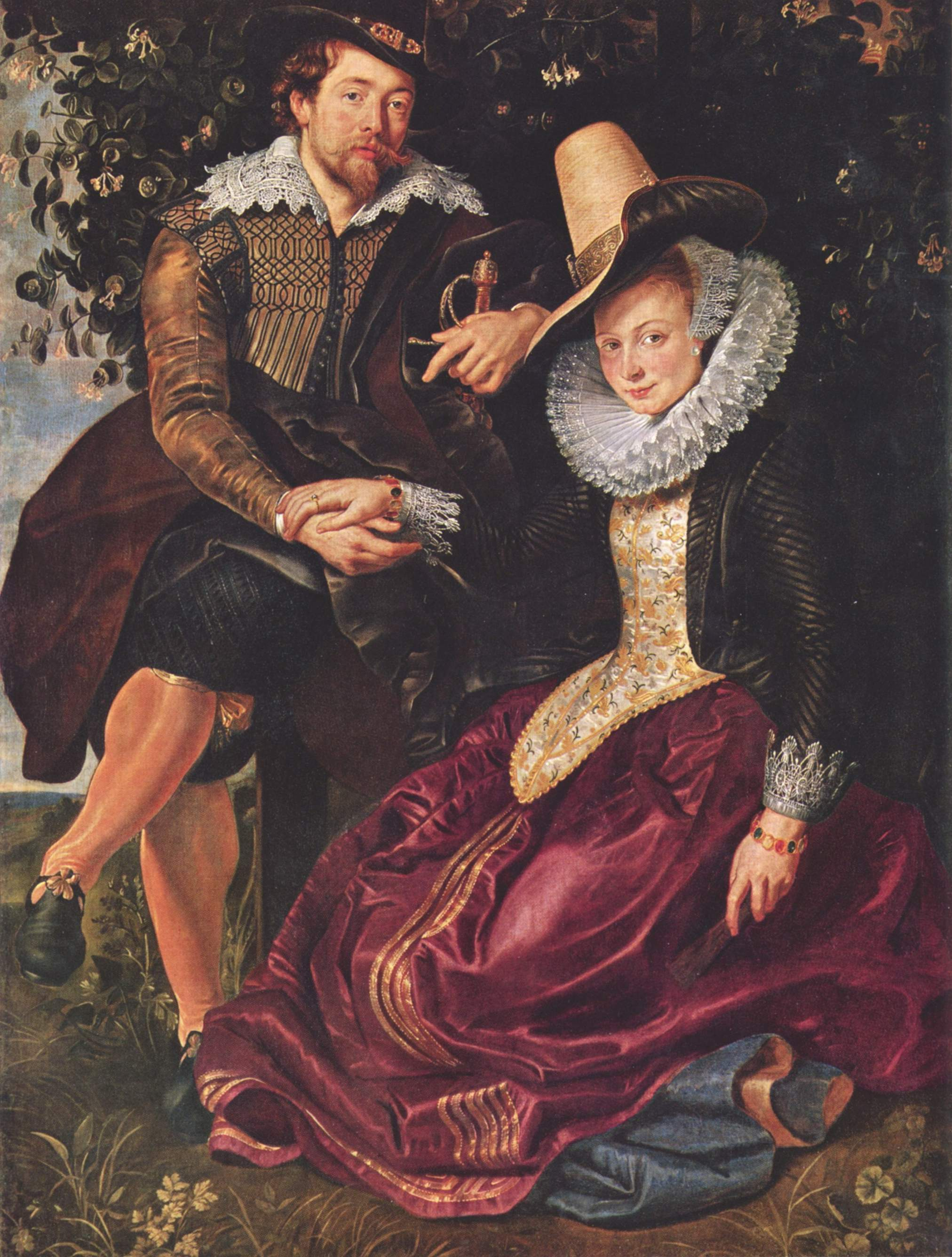
Пітер Рубенс, «Автопортрет з Ізабеллою Брант», 1609 р.
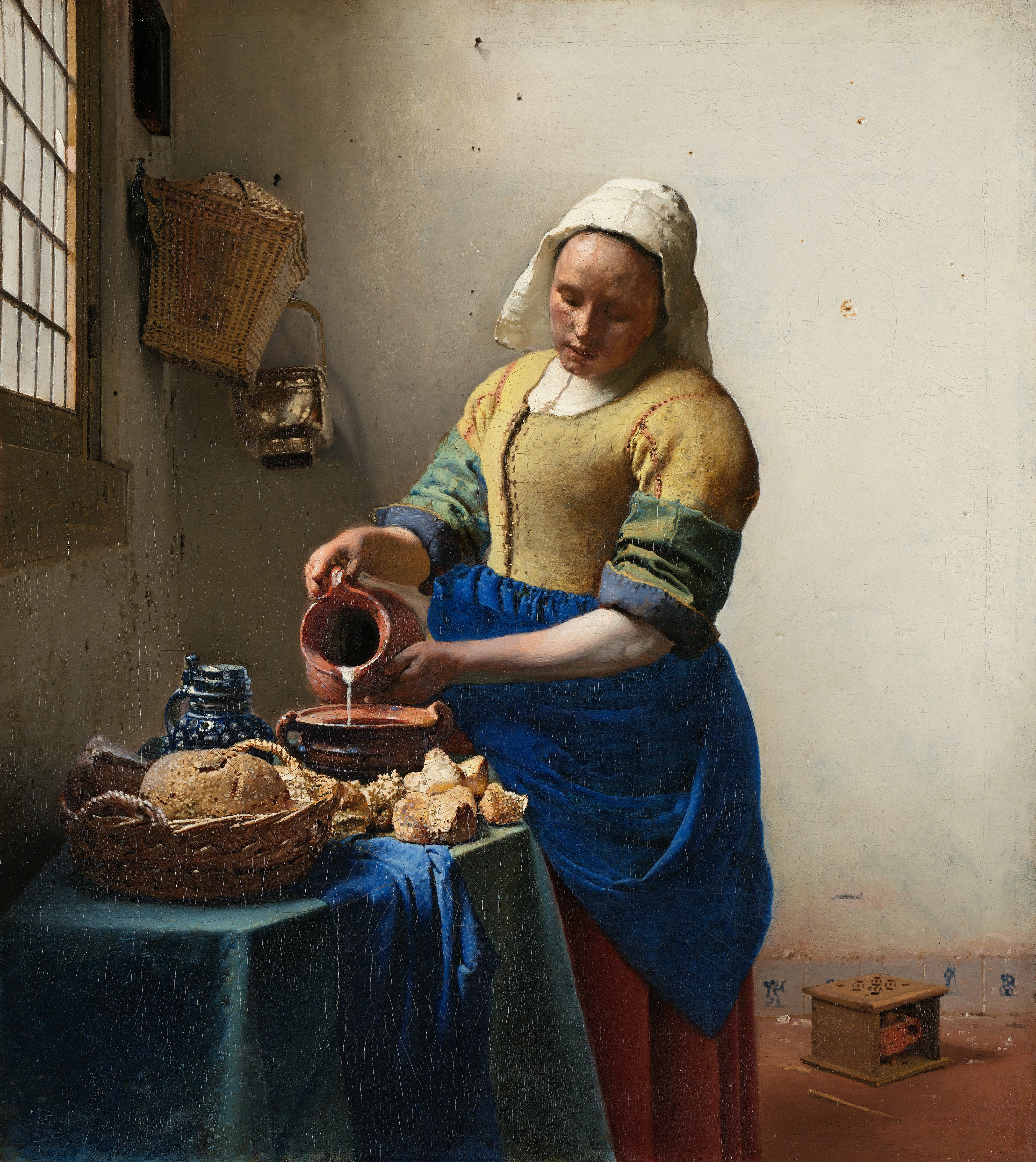
Ян Вермер, «Молочниця», 1658—1660 рр.
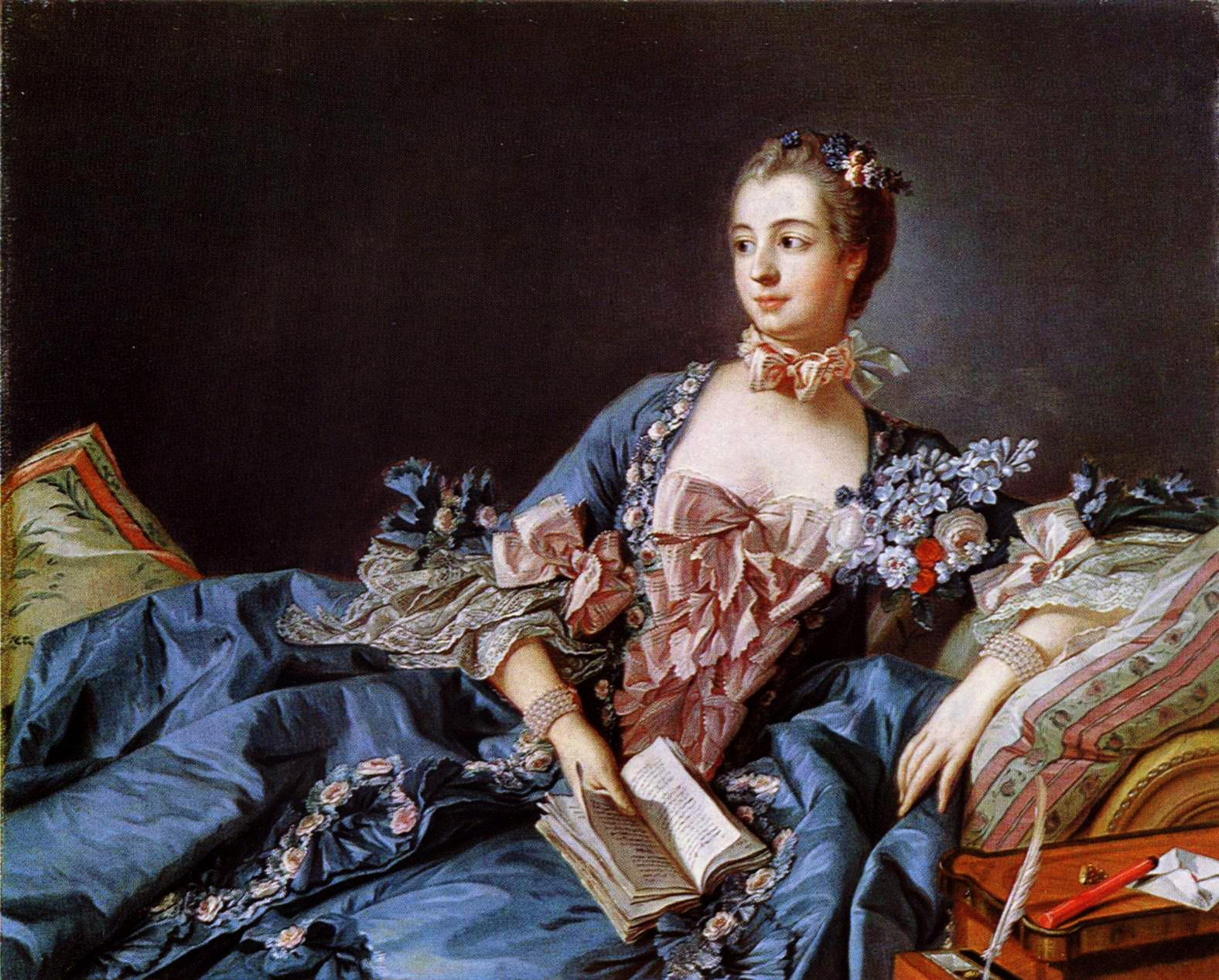
Франсуа Буше, «Маркіза де Помпадур», близько 1750—1758 рр.
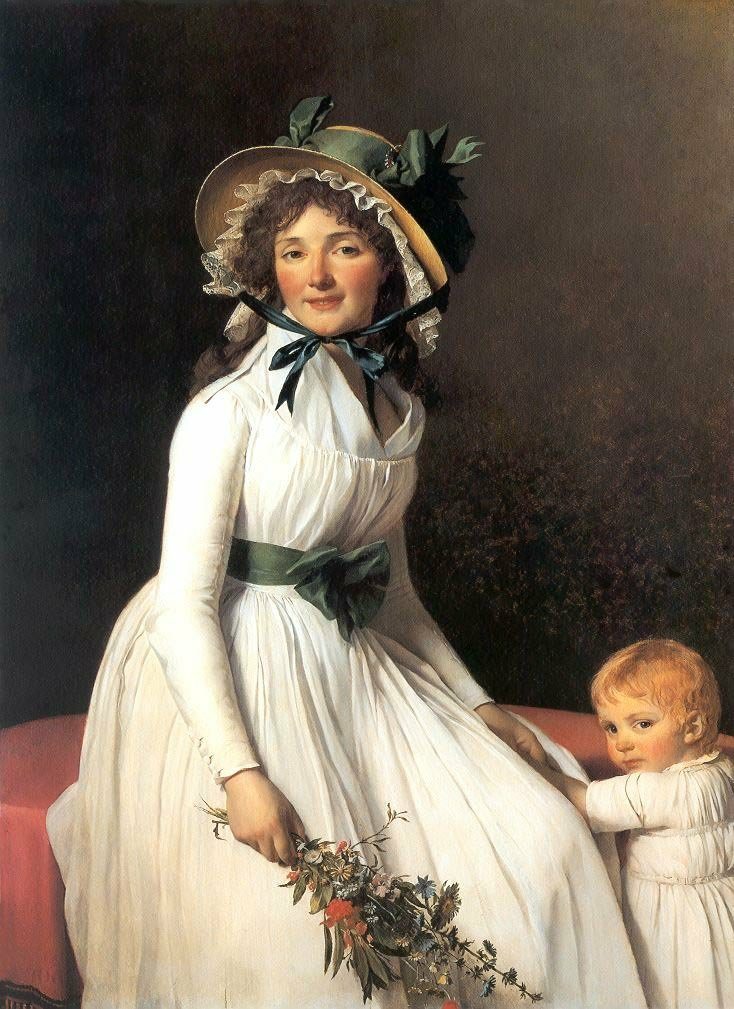
Жак-Луї Давід, «Портрет мадам Серізіа з сином», 1795 р.
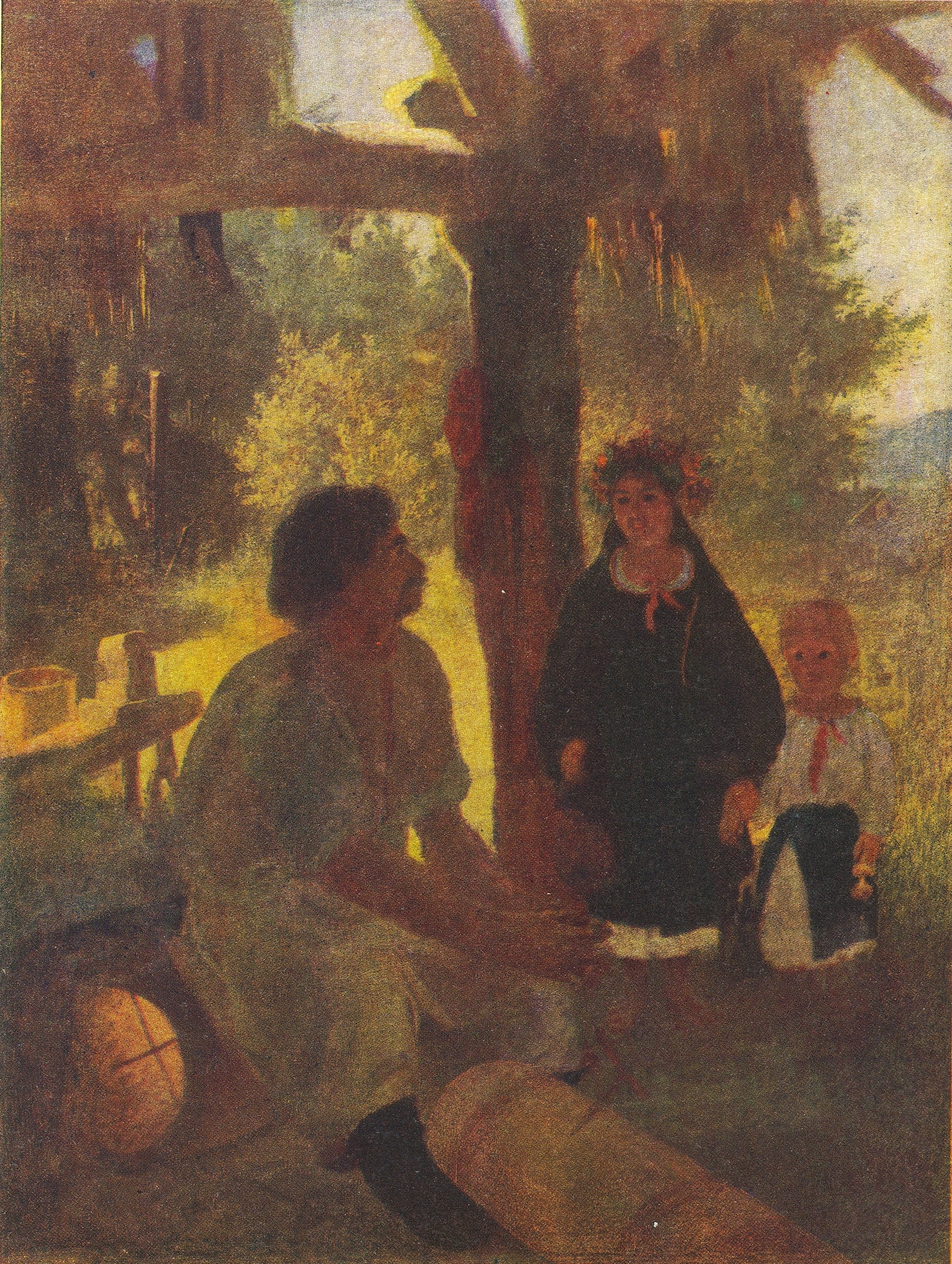
Тарас Шевченко, «На пасіці», 1830—1847 рр.
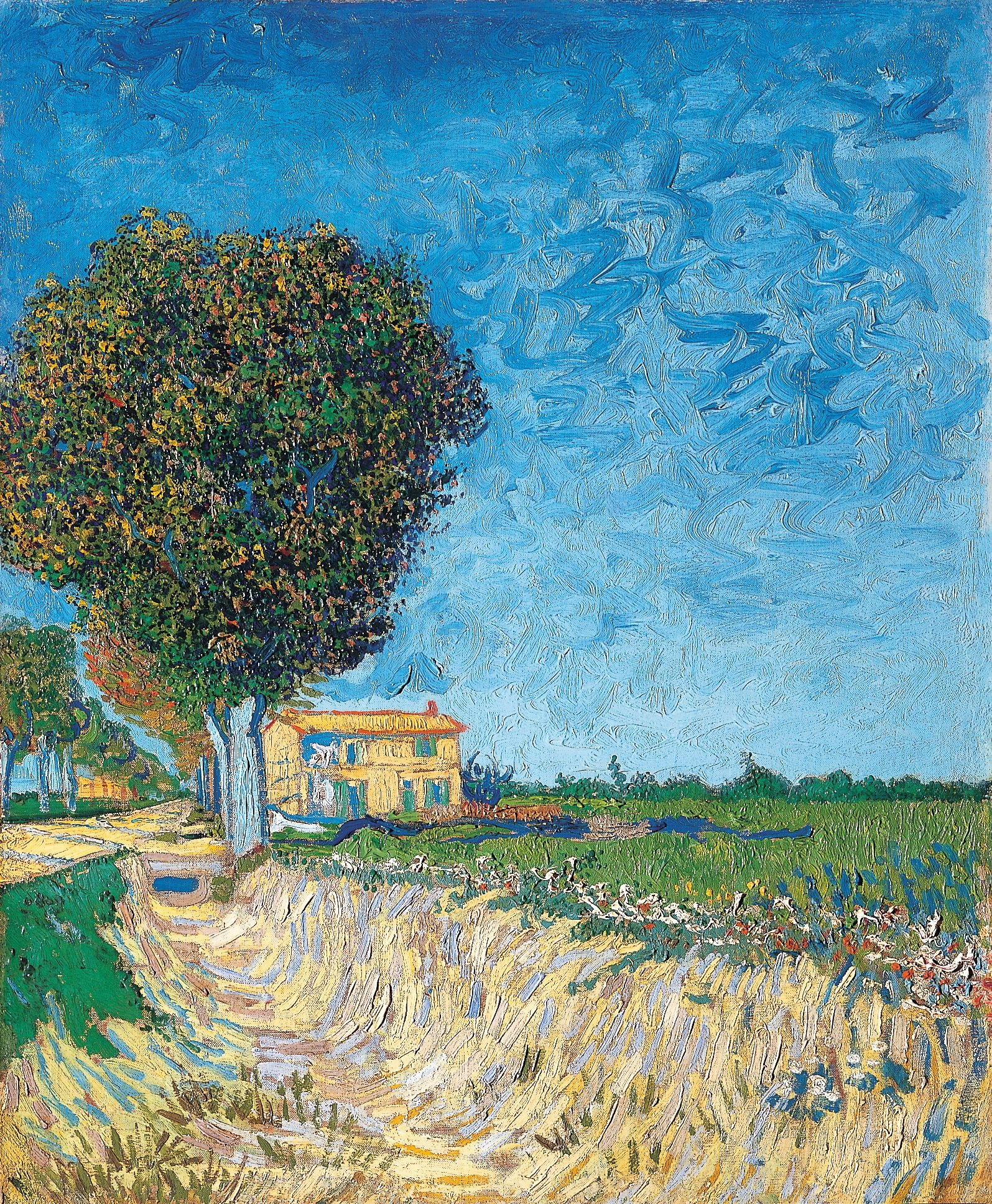
Вінсент ван Гог, «Дорога біля Арля», 1888 р.
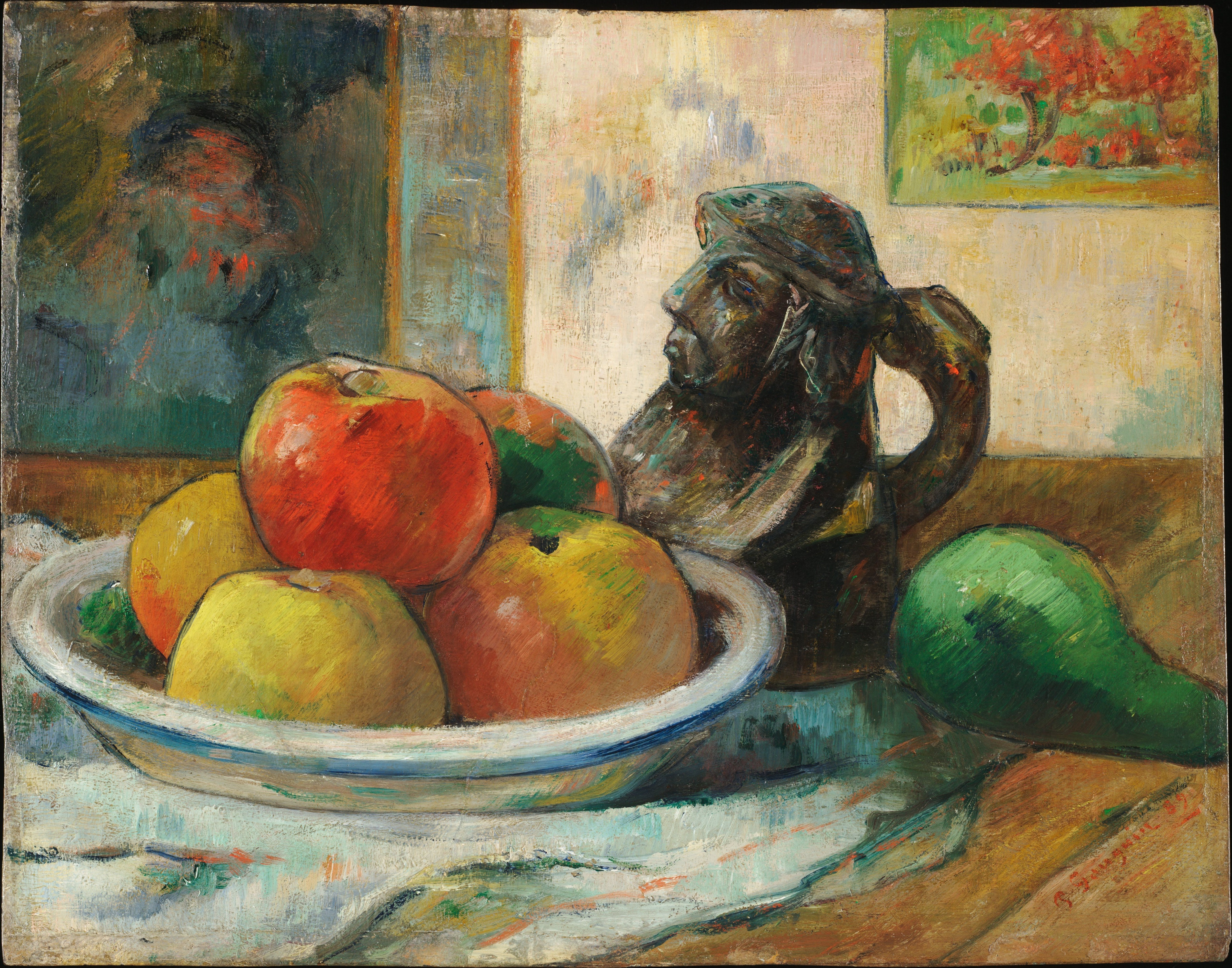
Поль Гоген, «Натюрморт з яблуками, грушею та фігурним кухликом», 1889 р.
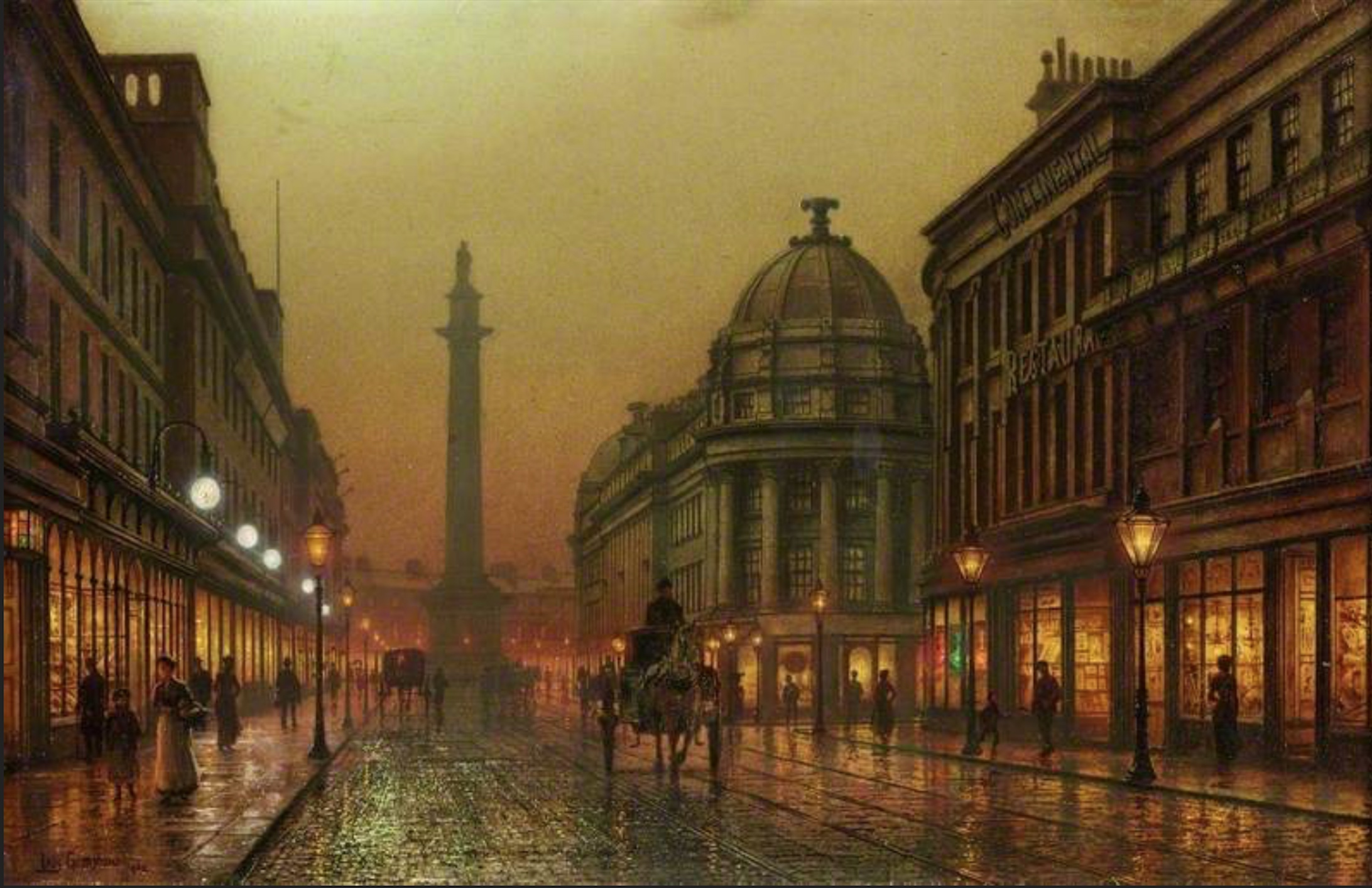
Луї Габбард Грімшоу, «Грайнгерська вулиця», 1902 р.
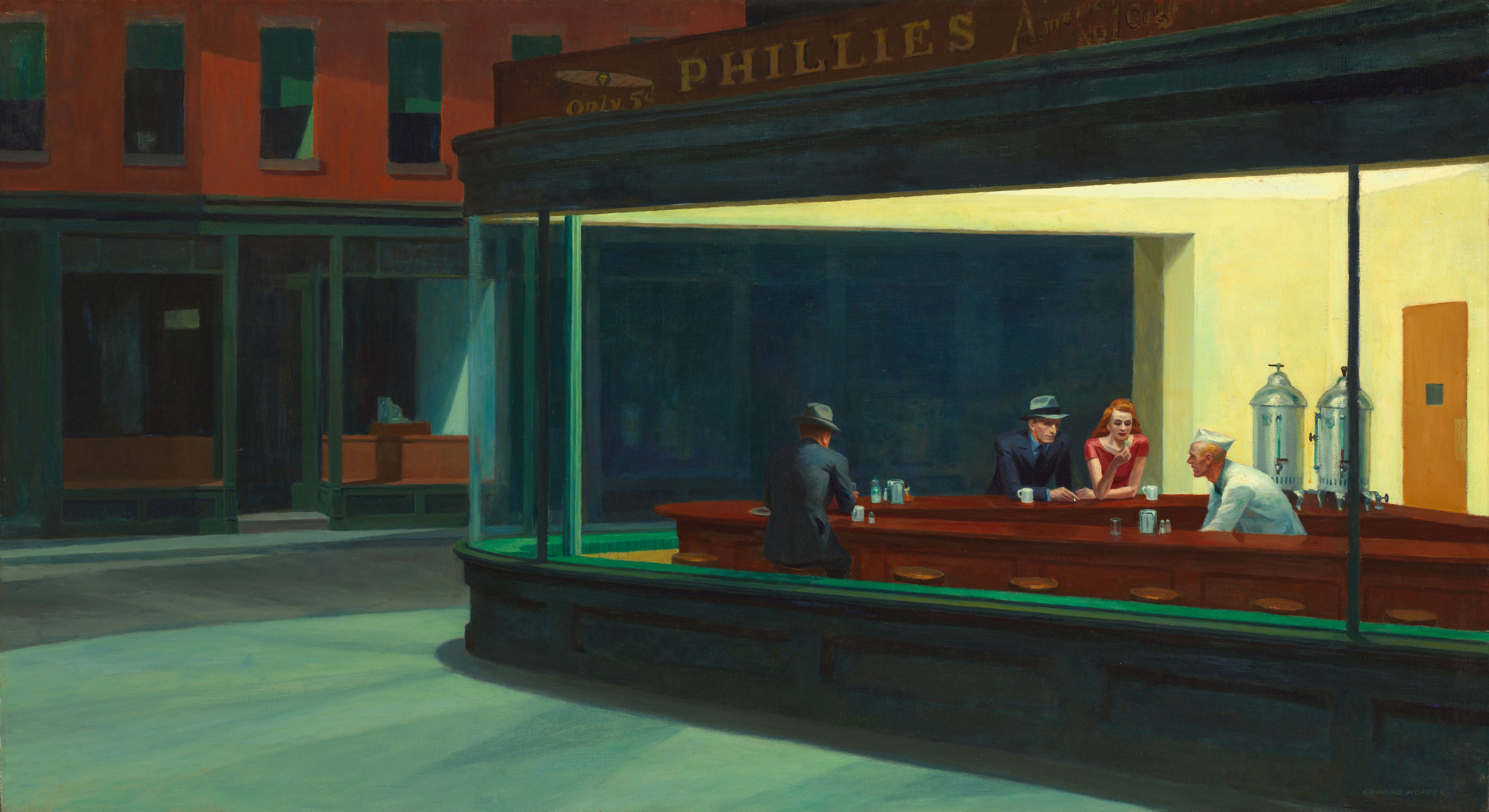
Едвард Гоппер, «Опівнічники», 1942 р.
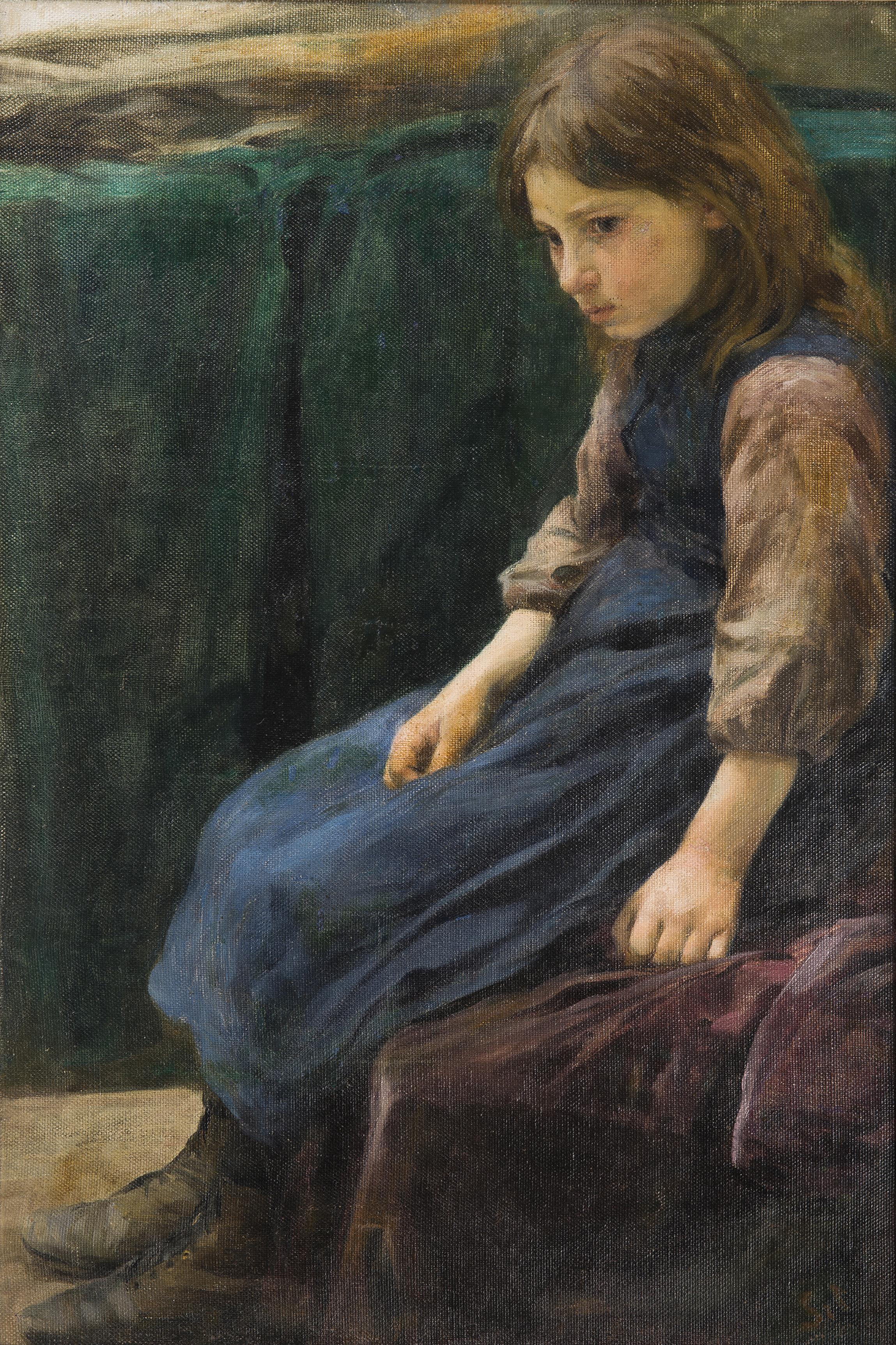
Франтішек Сінделар, «Сидяча дівчинка», 1947 р.
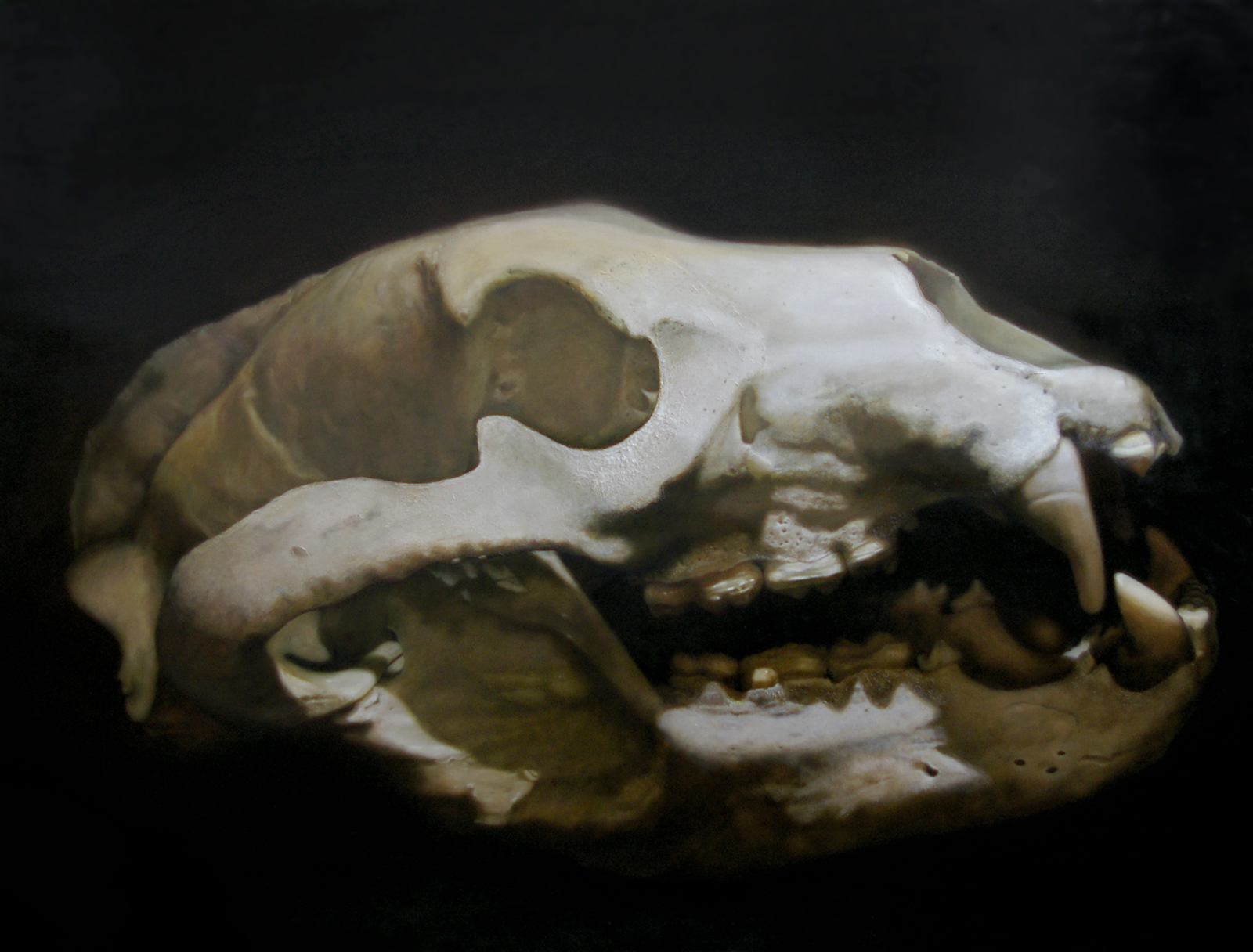
Бланка Валхарова, «Ведмідь», 2015 р.
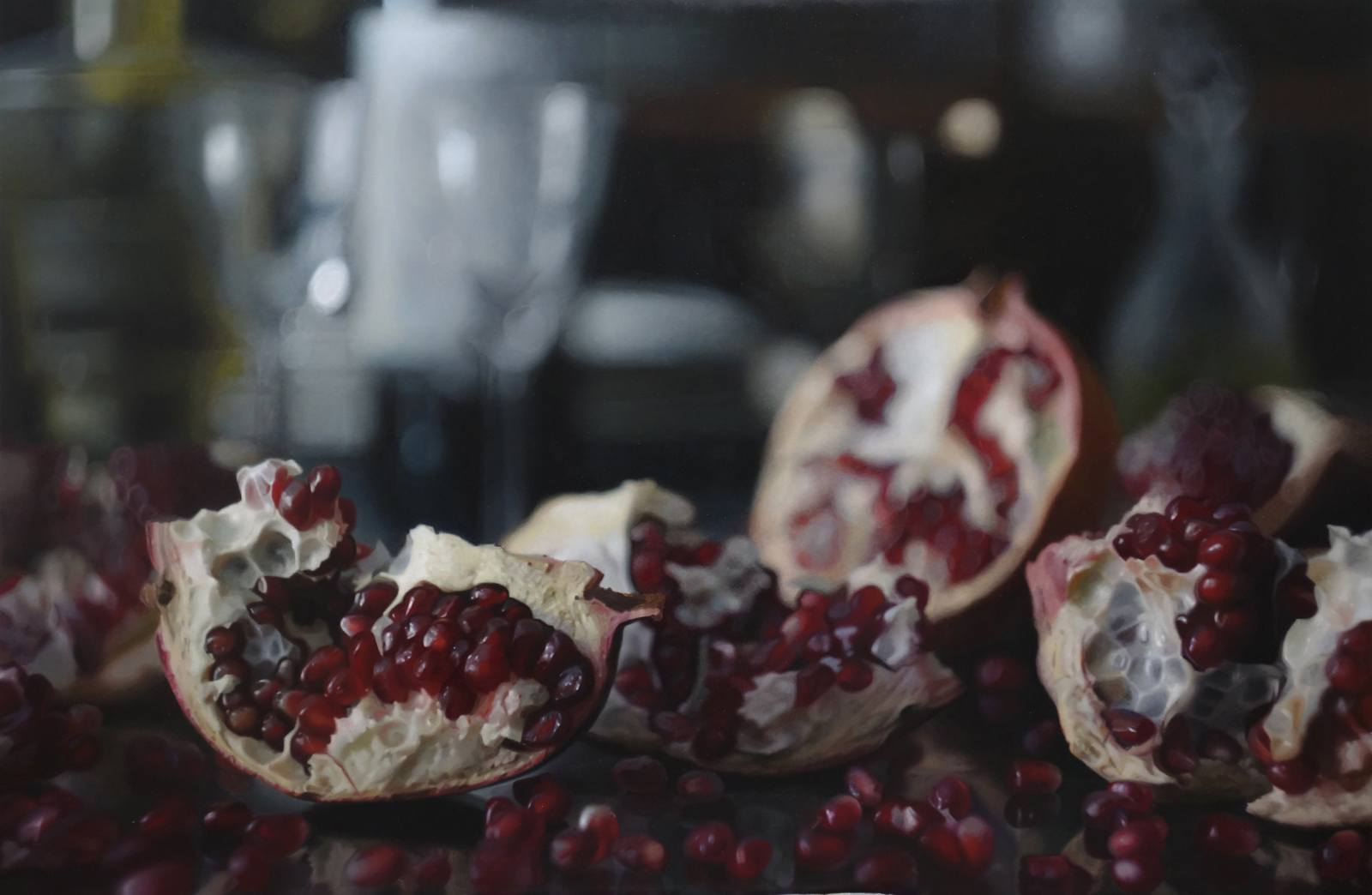
Ян Мікулка, «Натюрморт із гранатом», 2017 р.